# 阿爾梅里亞主教座堂
阿爾梅里亞主教座堂（Almería Cathedral）是位於西班牙城市阿爾梅里亞的一座羅馬天主教的主教座堂。阿爾梅里亞主教座堂修建於1524年至1562年期間。最後一座鐘鑄造於1805年。